# 猪头肉

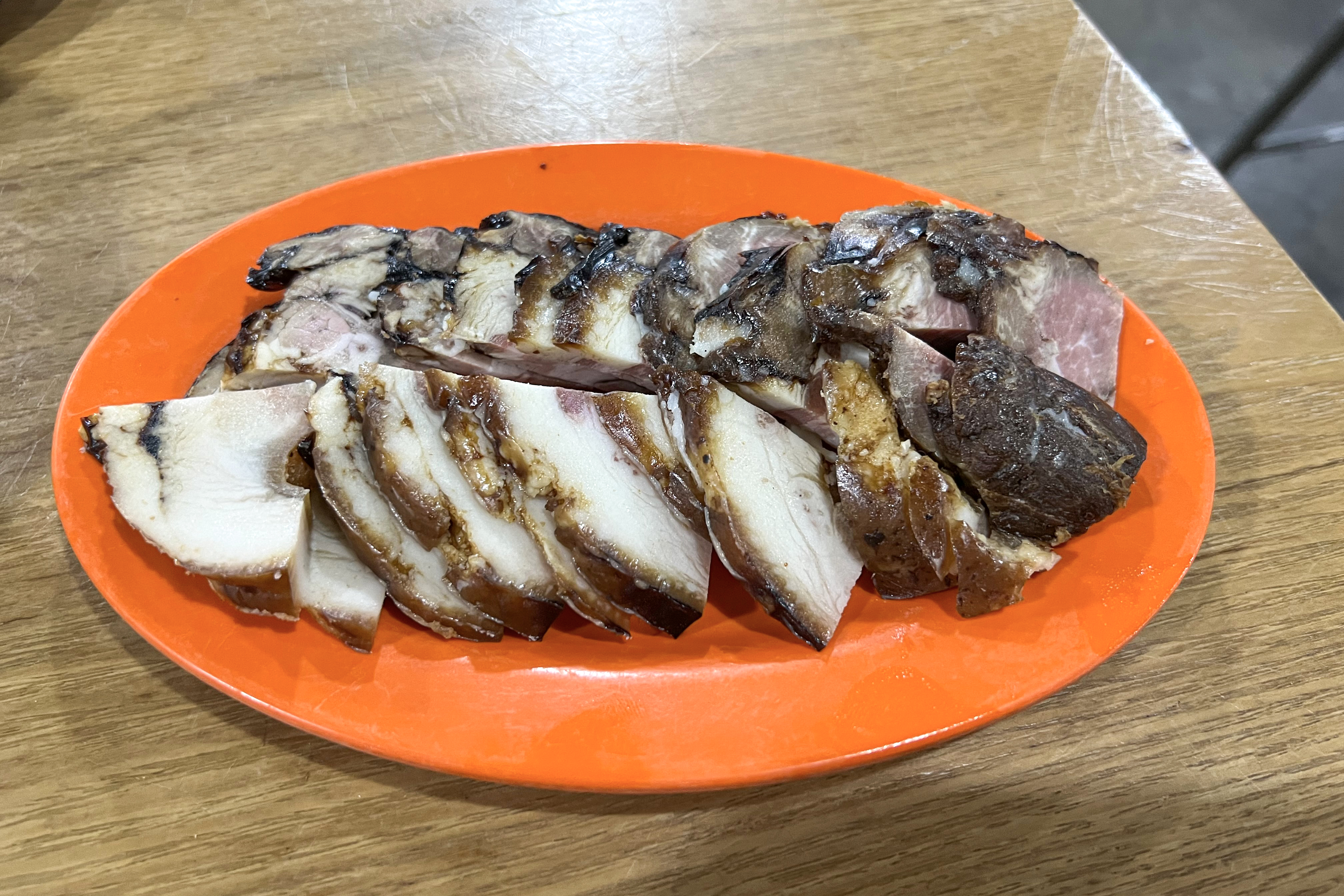
切片后的酱猪头肉

猪头肉，台湾又称骨仔肉，是指猪头部的肉。

## 简介
不同地区所称的“猪头肉”可能有所不同，例如客家人稱的豬頭肉是去除豬頭皮、耳朵、鼻子及附著在頭骨上面的肌肉、筋、軟骨部份，而閩南人則統稱豬頭內外為豬頭肉。
猪头肉多被制成卤味食用，或是卤制后进一步加工做成凉拌菜等。在中国大陆与台湾的不少地方都有具有当地特色的猪头肉料理，如江苏南京的六合猪头肉和台湾的骨仔肉汤等。
因其可食用的部份較少，且手工處理方式較繁複，所以相较于猪身上的其它部位，猪头肉的价格相对便宜，故在物质不丰富的年代，猪头肉成为不少家庭的选择，且并未随着物质条件改善而受到冷落。

## 图集

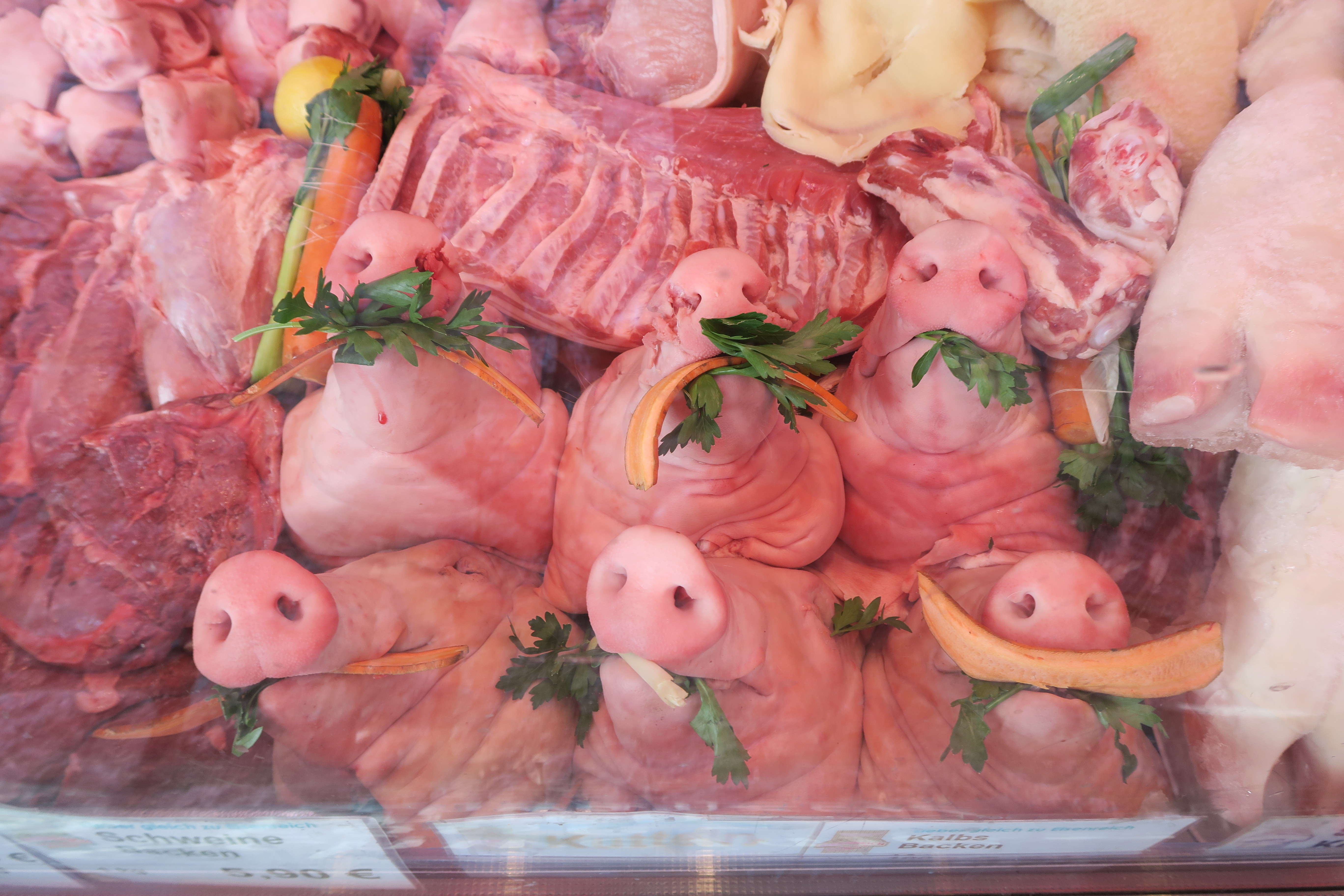
未加工的生猪头肉
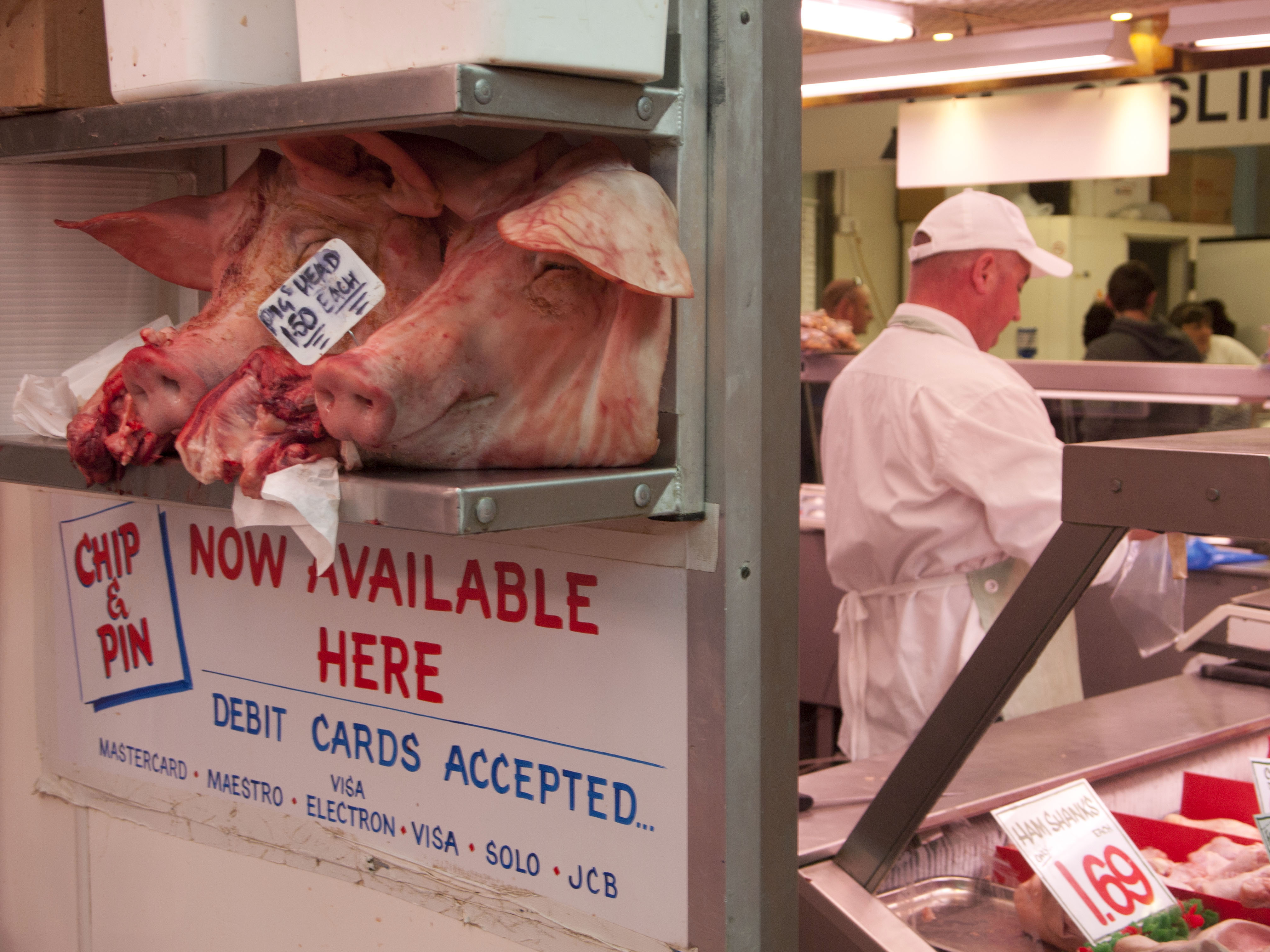
售卖猪头肉的肉贩
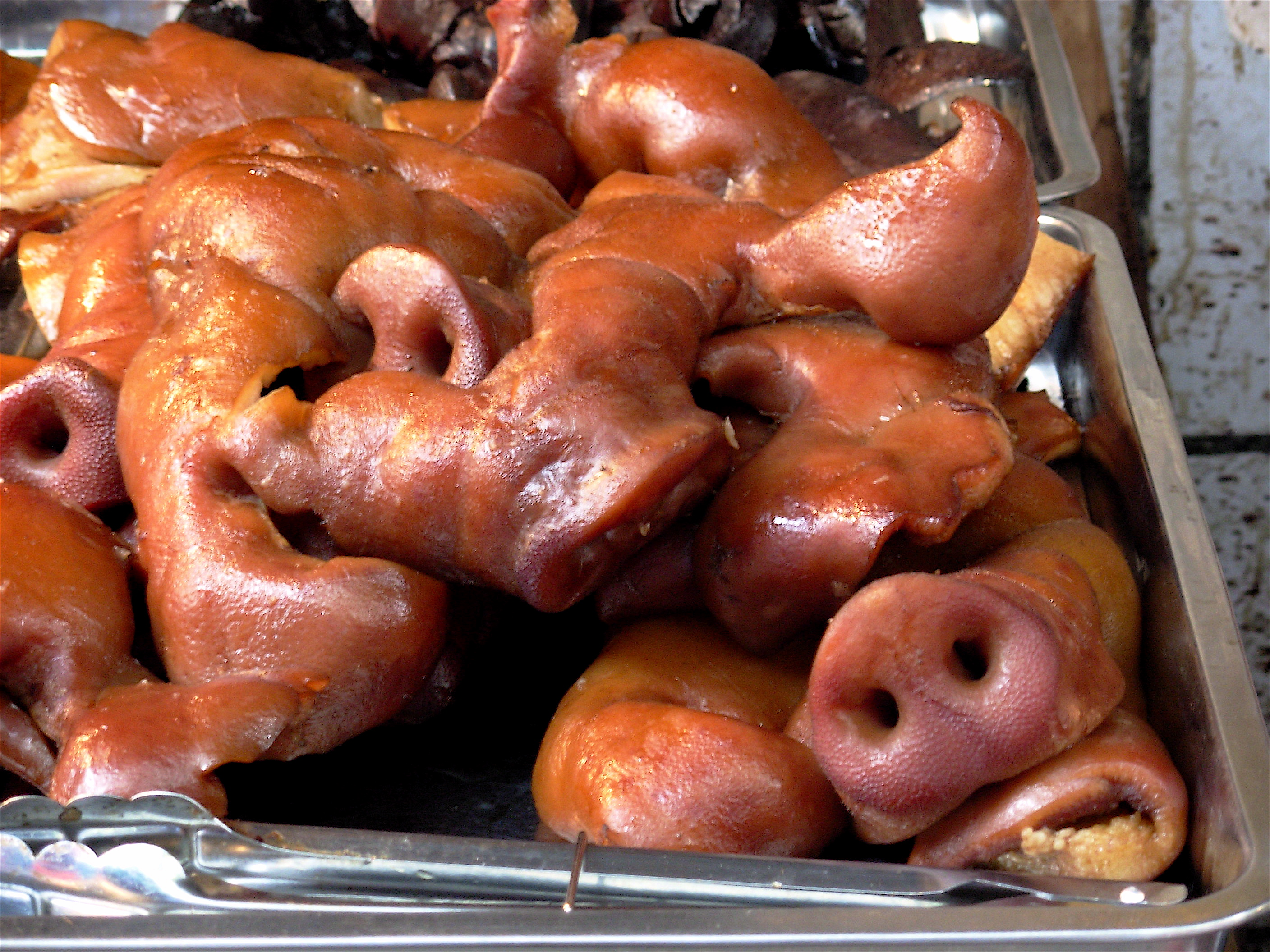
带有猪鼻的卤猪头肉